# Gino Raffin
Pour les articles homonymes, voir Raffin.
Gino Raffin (né le 1er juin 1936 à Gonars dans le Frioul-Vénétie Julienne et mort le 2 avril 2023) est un joueur et entraîneur de football italien, qui évoluait en tant que milieu de terrain.
Avant-centre grand et puissant pour l'époque, il n'était pas réputé pour sa technique balle au pied mais pour son bon sens du but.

## Biographie

### Entraîneur
Après la fin de sa carrière de footballeur, il se lance dans une carrière d'entraîneur, prenant tout d'abord les rênes du Potenza SC puis du SS Sorrente en Serie C.